# Pfiesteria piscicida
Pfiesteria piscicida ist ein einzelliger Plankton-Organismus aus der Gruppe der Dinoflagellaten, der für viele schädliche Algenblüten in den 1980er und 1990er Jahren vor den Küsten von North Carolina und Maryland verantwortlich war. Der Artname piscicida setzt sich zusammen aus pisces (lat. „Fische“) und caedere (lat. „töten“) und bedeutet fischtötend.

## Lebenszyklus

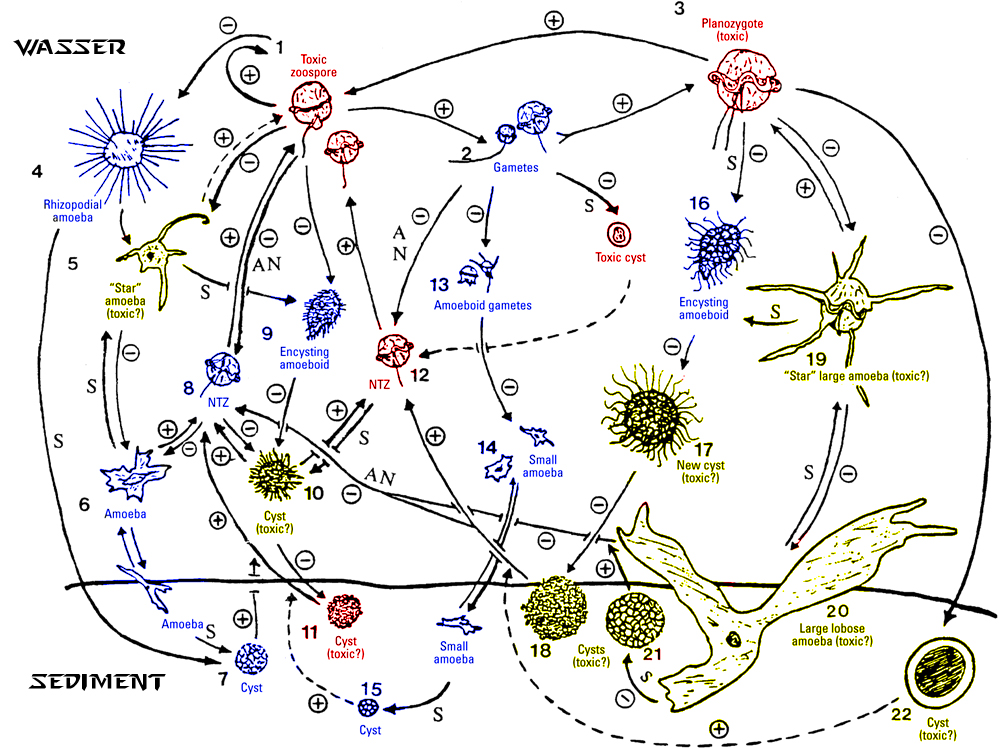
Der komplexe Lebenszyklus von Pfiesteria piscicida nach Burkholder: Rot= giftige Stadien, gelb= eventuell giftige Stadien, blau= inaktive Stadien

Frühe Forschungen ergaben einen sehr komplexen Lebenszyklus von Pfiesteria piscicida mit bis zu 24 verschiedenen Stadien aus Zysten, mehrere amöboide Formen und giftige Zoosporen. Die Übergänge zwischen den Stadien hängen von den Umweltbedingungen ab, beispielsweise der Verfügbarkeit von Futter. Dieser komplizierte Lebenszyklus ist inzwischen umstritten, denn weitere Forschungen ergaben einen einfachen haplontischen Lebenszyklus ohne giftige Amöbenstadien. Die an den betroffenen Fischen beobachteten Amöben könnten eine weitere, unbeteiligte Art sein.

## Giftigkeit
Es wurde anfangs vermutet, dass Pfiesteria Fische durch ein ins Wasser abgegebenes Gift tötet, um so die Beute zu lähmen. Diese Hypothese wurde in Frage gestellt, weil in einigen Experimenten kein Gift isoliert und keine Giftwirkung beobachtet werden konnte. Letztlich scheint die Giftigkeit vom beobachteten Stamm und der verwendeten Analysemethode abzuhängen. PCR-Analysen deuten an, dass der Organismus keine Gene zur Synthese von Polyketiden besitzt, den typischen Giften von toxischen Dinoflagellaten. Inzwischen konnte das Gift isoliert und als Metallkomplex charakterisiert werden, der kurzlebige, freie Radikale freisetzt. Ebenso konnte aufgeklärt werden, wie sich ungiftige in giftige Stadien umwandeln.
Auf Mikroplastik erreichte Pfiesteria piscicida eine etwa fünfzig Mal so hohe Dichte wie im umgebenden Wasser und etwa zwei bis drei Mal so hohe Dichte wie auf vergleichbarem im Wasser schwimmenden Treibholz.

## Auswirkungen auf den Menschen
Die Auswirkungen des Giftes von P. piscicida auf Menschen wurde bisher erst wenig erforscht. Auf einer Konferenz im amerikanischen Centers for Disease Control (CDC) im September 1997 in Atlanta haben die Teilnehmer übereinstimmend die klinischen Symptome einer Vergiftung mit Pfiesteria-Giften charakterisiert. Zu den Symptomen zählen:
- Gedächtnisverlust
- Verwirrung
- brennender Schmerz bei direktem Hautkontakt mit dem Wasser
- weitere Symptome wie Kopfschmerz, Hautausschlag, Sehstörungen, Atemstörungen, Muskelkrämpfe, Durchfall, Erbrechen und weitere.[9]

Pfiesteriagift wurde verantwortlich gemacht für Gesundheitsschäden bei Personen, die engen Kontakt hatten mit Wasser, in dem P. piscicida anwesend war. Eine Untersuchung des Maryland Department of Health and Hygiene beschrieb 146 Fälle von Erkrankungen im Zusammenhang mit P. piscicida, wobei die meisten Betroffenen Fischer waren oder ähnlichen Berufen nachgingen. Experimente an Ratten zeigten eine Verlangsamung des Lernens, aber keine Beeinträchtigung des Gedächtnisses.

## Entdeckungsgeschichte
Pfiesteria piscicida wurde zuerst um 1988 in den Fischkulturen an der NCSU entdeckt und eindeutig identifiziert. Sie wurde in Aquarien entdeckt, in denen Experimente an Fischen durchgeführt wurden. Die Fische dort kamen aus vielen Regionen der Welt, erkrankten aber alle an derselben, bis dahin unbekannten Krankheit. JoAnn M. Burkholder, ihr Mitarbeiter Howard B. Glasgow, sowie Cecil Hobbs und andere Mitglieder des NCSU-Wasserbotaniklabors wurden angerufen, um mehr über diese Tätigkeit des kleinen Dinoflagellaten und dessen Lebenszyklus zu erfahren. Die Forscher arbeiteten mit Fischpathologen Edward J. Noga und Stephen A. Smith, um die Auswirkungen des Mikroorganismus auf die Fischgesundheit zu verstehen. Dr. Karen Steidinger und Kollegen am Florida Marine Research Institute (heute Fish and Wildlife Research Institute) halfen diesen Forschern, den Dinoflagellaten taxonomisch einzuordnen. Sie kamen zu dem Schluss, dass Pfiesteria piscicida eine Art einer eigenen neuen Familie darstellte, für die sie auch eine neue Ordnung (Dinamoebales) postulierten.